# Lahār
Lahār är en ort i Indien.   Den ligger i distriktet Bhind och delstaten Madhya Pradesh, i den centrala delen av landet, 300 km sydost om huvudstaden New Delhi. Lahār ligger 158 meter över havet och antalet invånare är 32 886.
Terrängen runt Lahār är mycket platt. Runt Lahār är det tätbefolkat, med 266 invånare per kvadratkilometer. Lahār är det största samhället i trakten. Trakten runt Lahār består till största delen av jordbruksmark.